# Agrodiaetus aserbeidschana
Agrodiaetus aserbeidschana är en fjärilsart som beskrevs av Forster 1956. Agrodiaetus aserbeidschana ingår i släktet Agrodiaetus och familjen juvelvingar. Inga underarter finns listade i Catalogue of Life.